# Ricardo Mena

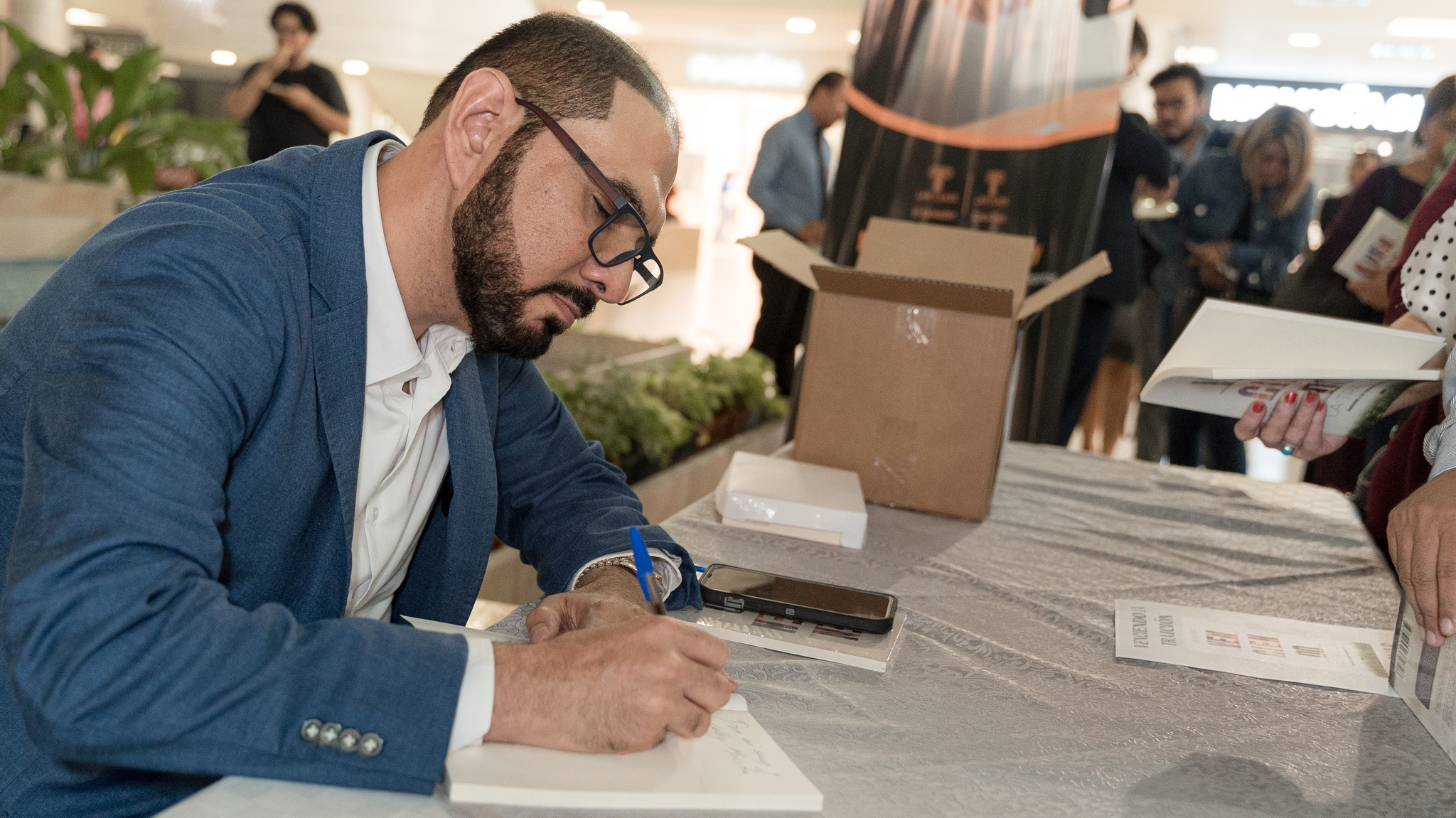
Ricardo Mena

Ricardo Mena Muñoz es un crítico, divulgador, editor y guionista de cómic español, nacido en Madrid en 1974 que, en paralelo, ha desarrollado una larga carrera profesional como experto en redes sociales.

## Biografía
Diplomado en Biblioteconomía y Documentación, comenzó en el mundo de la historieta publicando varios fanzines entre los que destaca Cabezabajo (1995) –premio Salón Internacional del Cómic de Barcelona 2006– empezando poco después a editar profesionalmente antologías y cómics de numerosos autores bajo su propio sello Ediciones Cabezabajo y, posteriormente, para otros como Ediciones Balboa y Dolmen (2006-2010), editorial para la que coordinó la colección de álbumes Dominó. También trabajó varios años como gerente en la librería especializada "Madrid Comics".
En el 2000 comenzó su carrera en el sector de internet como gestor de contenidos en Lycos que proseguiría con distintos cargos en Digital Jokers, Soitu, Territorio Creativo o Coches.com.
Como periodista divulgador y crítico de cómics ha colaborado en publicaciones como las revistas generalistas Man y Primera Línea, las publicaciones especializadas El pequeño Nemo, Dolmen y La Guía del cómic  y sitios de internet como Soitu o su bitácora de información Blog de cómics que mantiene a día de hoy. En 2010 fue fundador, junto a Christian Osuna y Borja Crespo, del IDEC, el Instituto para la Divulgación y el Estudio del Cómic y la Ilustración.
Como guionista de historietas, además de colaboraciones esporádicas en revistas como Tos o la Ganadería Trashumante de MacDiego publicó en 2011 junto al dibujante Jano el cómic 3x1 (Polaqia).
En el terreno del audiovisual, ha dirigido los mediometrajes documentales La colección de caramelos Pez de Mauro (2009), protagonizado por el dibujante Mauro Entrialgo y ¿Quién es Santi Ochoa (2018), confesiones a tumba abierta del activista Santi Ochoa sobre fotografía, matrimonio civil y animal, drogas o violencia, además de haber  asumido funciones de productor en otros audiovisuales relacionados con el mundo de la historieta como el cortometraje de ficción Snuff 2000 (2002) dirigido por Borja Crespo y basado en las historietas de Miguel Ángel Martín.